# WDR2 MonTalk
Der WDR2 MonTalk war eine zweistündige Radio-Talksendung, die wöchentlich vom WDR-Rundfunkprogramm WDR2 produziert und ausgestrahlt wurde. Moderiert wurde sie zuletzt von Matthias Bongard.

## Sendeplatz
Gesendet wurde der MonTalk immer montags von 19 bis 21 Uhr.

## Geschichte
Der erste Montalk wurde am 7. Oktober 1991 ausgestrahlt. Erster Gast war Walter Momper. Seitdem lief das Format durchgehend auf gleichem Sendeplatz.
Ende der 2000er wurde die Variante Montalk Live eingeführt, wobei das Interview vor Publikum aufgezeichnet wird, trotz des Namens aber nicht live, sondern eben am nächsten Montag gesendet wird. Ein solcher Montalk Live ist auch Inhalt des WDR2 Sommer OpenAir, das jährlich in der Gewinnerstadt der Aktion WDR2 für eine Stadt stattfindet.
2010 erhielt die Sendung den ersten Deutschen Radiopreis in der Kategorie Bestes Interview, den Christine Westermann entgegennahm.
Im April 2015 gab es kleine Änderungen am Konzept der Sendung. Unter anderem hat der MonTalk nun den Slang „Ein Gast und sein Soundtrack“, was darauf hindeutet, dass nun die Gäste die Musikauswahl während der zwei Stunden (allerdings nur etwa zur Hälfte) bestimmen.
Im Mai 2017 wurde der Montalk im Zuge einer Programmumgestaltung eingestellt. Allerdings ist vorgesehen, die Marke „Montalk“ für Live-Gespräche vor Publikum zu verwenden.

## Format
Die zweistündige Sendung bestand aus etwa 50 Minuten Gespräch. Die Musik wurde dabei vorab durch den Gast mitbestimmt. Seit 2015 betraf dies die Hälfte der Musik, zuvor nur einzelne Stücke. Die Sendung wurde live gesendet und eventuelle Gespräche während laufender Musik wurden auch rückwirkend nicht veröffentlicht. Dadurch entstanden manchmal nicht nachvollziehbare Themenwechsel in der Radiofassung.
Zu Anfang wurde der Gast in einem Kurzporträt vorgestellt. In der Regel wurde er dann innerhalb der ersten halben Stunde mit einer Straßenumfrage zu ihm konfrontiert. Die Passanten in der Umfrage sollten das erste sagen, das ihnen bei Namensnennung des Gastes einfällt.
In der Sendung wurden außerdem zwei bis drei mit der Geschichte des Gastes verbundene Personen angerufen oder eingeladen. Welche Personen dies waren, wusste der Gast vorab nicht. Unter Umständen (wenn der Überraschungsgast nicht zur Sendezeit erreichbar ist) wurden auch vorab kurze Statements der Personen aufgezeichnet und abgespielt.

## Gäste
Die Gastauswahl war vielfältig und reichte von Schauspielern über Sänger, Wissenschaftler und Politiker bis hin zu Moderatoren und Autoren.

## Moderatoren
Zuletzt wurde der MonTalk von Matthias Bongard moderiert. Fast alle Ausgaben waren live. Die Ausgaben mit Publikum wurden von Gisela Steinhauer, Christine Westermann und Steffi Neu moderiert. Zeitweise wurde der MonTalk auch von Tobias Häusler moderiert. Davor lange Zeit von Gisela Steinhauer. Außerdem übernahm häufig Christine Westermann die Gesprächsleitung.